# Rudolf Hoyos-Sprinzenstein
Rudolf Ernst Hoyos-Sprinzenstein (* 4. Juli 1884 in Gutenstein; † 21. September 1972 in Horn; bis 1919 Reichsgraf von Hoyos-Sprinzenstein) war ein österreichischer Politiker und Großgrundbesitzer.

## Leben
Hoyos-Sprinzenstein diente nach Absolvierung des Gymnasiums und Abschlussprüfung am Schottengymnasium als Einjährig-Freiwilliger beim Dragonerregiment Nr. 6.
Er absolvierte ein Studium der Nationalökonomie in Leipzig sowie der Forstwirtschaft in München. Im Ersten Weltkrieg leistete er Kriegsdienst, zuletzt als Rittmeister. Nach dem Krieg musste er wegen missglückter Spekulationen Verluste an seinen Besitzungen in Drosendorf, Horn, Raan und Rosenburg hinnehmen. Er betätigte sich in der Verwaltung der väterlichen Güter und war an der Gründung des Niederösterreichischen Waldbesitzerverbandes beteiligt, dessen Präsident er wurde. Daneben war er in der Heimwehr aktiv. Als deren Bataillonskommandant war er 1934 an der Niederschlagung der Februarkämpfe und des Juliputsches beteiligt.
Im autoritären österreichischen Ständestaat hatte er ab 1934 als Vorsitzender des Staatsrates und Präsident des Bundestags das formell zweithöchste Staatsamt inne. Im Juli 1936 wurde er in den Führerrat der Vaterländischen Front berufen. Weiters war er Vorsitzender der österreichischen Delegation in der Interparlamentarischen Union.
Nach dem „Anschluss“ Österreichs 1938 wurde er wegen seines politischen Engagements im Ständestaat von den Nationalsozialisten verfolgt. Er war mehrfach in Gestapo-Haft und Teile seines Besitzes wurden, unter anderem durch die Deutsche Ansiedlungsgesellschaft und die Gemeinde Rosenburg enteignet. Nach 1945 wurden die enteigneten Besitzungen restituiert. In den 1950er Jahren engagierte er sich für die Wiedererrichtung der von den Nationalsozialisten aufgelösten Bürgerspitalsstiftung in Horn.
1972 starb er bei einem Verkehrsunfall in Horn.

## Familie
Rudolf Hoyos-Sprinzenstein entstammt dem spanischen Adelsgeschlecht Hoyos, das im 16. Jahrhundert von Spanien nach Niederösterreich eingewandert war. Er war ein Sohn von Ernst Karl Heinrich Hoyos-Sprinzenstein (1856–1940) und dessen Frau Maria Leontine Hoyos, geborene Larisch von Moennich (1862–1886) und wuchs in Wien, Horn und in Gutenstein auf.
Er war mit Marie Karoline, geborene Hartig (1893–1967; bis 1919 Gräfin von) verheiratet und hatte fünf Kinder, darunter den Forstwirt Hans Hoyos-Sprinzenstein (1923–2010).